# (2498) Tsesevich
(2498) Tsesevich est un astéroïde de la ceinture principale.

## Description
(2498) Tsesevich est un astéroïde de la ceinture principale. Il fut découvert le 23 août 1977 à Naoutchnyï par Nikolaï Tchernykh. Il présente une orbite caractérisée par un demi-grand axe de 2,92 UA, une excentricité de 0,08 et une inclinaison de 1,2° par rapport à l'écliptique.

## Compléments